# Zealand Pharma
Zealand Pharma A/S ist ein auf die Erforschung und Entwicklung von Peptidmedikamenten vor allem zur Behandlung von Diabetes, seltenen Krankheiten und Fettleibigkeit spezialisiertes Unternehmen aus Dänemark.
Ende 2023 verfügte die Gruppe über ein Portfolio von 7 Produkten in der klinischen Entwicklung (davon 3 in Phase III, 3 in Phase II und 1 in Phase I) und 3 Produkten in der präklinischen Entwicklung.

## Geschichte
Das Unternehmen wurde 1997 von Bjarne Due Larsen, Lars Hellerung Christiansen, Leif Helth Jensen, Dan Buxbom, and Florian Schönharting gegründet. Zunächst als Peptide Probe Technologies ApS ins Leben gerufen, wurde ein Jahr später der Name zu Zealand Pharma A/S geändert.
Im Jahr 2010 schaffte man nach einem erfolglosen Versuch den Gang an die dänische Börse. Seither ist das Unternehmen im OMX Copenhagen 25 gelistet.
2019 übernahm Zealand Pharma das kanadische Unternehmen Encycle Therapeutics.
Seit 30. März 2022 wird das Unternehmen von Adam Steensberg als CEO geführt.

## Produkte
Zealand Pharma vermarktet seine Produkte nicht selbst, sondern geht mit namhaften Unternehmen eine Partnerschaft ein, um Zealands Entwicklungen und Produkte zu verkaufen.
Zu ihren Partnern gehören unter anderem Sanofi, Abbvie oder Helsinn.
Speziell nach dem Hype um die „Abnehmspritzen“ von Novo Nordisk oder Eli Lilly, steht Zealands Produkt für einen ähnlichen Anwendungszweck in Erwartung der Märkte. Dieses soll Survodutide heißen und wird gemeinsam mit dem deutschen Unternehmen Boehringer Ingelheim entwickelt.